# David Blu
David Blu, né David Bluthenthal le 18 juillet 1980 à Los Angeles (États-Unis), est un joueur américain naturalisé israélien de basket-ball, évoluant au poste d'ailier.

## Biographie
Issu d'un père afro-américain et d'une famille juive dont l'un des ancêtres a été l'un des fondateurs de l'État de Californie (il a en plus été le donateur de 80 % des terres de l'University of Southern California), il effectue sa carrière de « high school » à Los Angeles, à Venice puis Westchester.
Il rejoint ensuite les Trojans de l'université de Californie du Sud. Malgré une bonne carrière universitaire, avec comme fait marquant un match avec 28 rebonds, ce qui constitue le record de l'université, il n'est pas sélectionné lors de la Draft de la NBA à l'issue de sa quatrième et dernière année.
Il décide alors de rejoindre Israël, pays qu'il a découvert lors des Maccabiades disputé, avec la sélection américaine, en 1997. Sous les couleurs du plus grand club du pays, le Maccabi Tel Aviv, il obtient deux titres de champion et deux coupes, mais surtout, il remporte l'Euroligue de 2004, dont le Final Four se dispute dans la salle du Maccabi. Lors de la finale, il participe grandement à la démonstration du « club nation » face au club italien du Skipper Bologne sur le score de 118 à 74: il marque 20 points avec un 8 sur 10 aux tis (dont 4 sur cinq à trois points) en 17 minutes.
Il signe un contrat en août 2004 avec les Kings de Sacramento. Il ne réussit pas les matchs de pré-saison de la franchise qui décide de ne pas le conserver pour l'entame de la saison NBA. Il retourne alors en Europe, rejoignant son ancien entraîneur du Maccabi, David Blatt, au club russe de Dynamo Saint-Pétersbourg. Au bout de deux mois, il rejoint l'Italie pour évoluer avec le Benetton Trévise. Il y termine la saison avant de signer avec la Virtus Bologne puis la saison suivante, avec l'autre grand club de la ville, Fortitudo Bologne.
Il rejoint ensuite son ancien club du Maccabi. Le club, malgré des difficultés sur la scène nationale, parvient toutefois à se qualifier pour la finale de l'Euroligue, finale perdue face au CSKA Moscou d'Ettore Messina sur le score de 91 à 77. Bien que souvent cantonné au banc, il est toujours attaché à son club et désire poursuivre avec celui-ci. Il est ainsi surpris de la décision du club de ne pas le conserver pour la saison suivante.[réf. nécessaire]
Il signe pour le club du Le Mans Sarthe Basket. Cependant, son apport au sein de l'équipe n'est pas au niveau attendu. Il ne marque que 12,5 points et capte 3,8 rebonds lors de l'Euroligue 2008-2009, compétition où le club français se fait éliminer lors du premier tour. En championnat de France, les statistiques Bluthenthal sont de 11 points et 5 rebonds. Il remporte toutefois un titre avec le Mans en remportant la Semaine des As 2009, compétition dont il est nommé MVP.
Après sa saison en France, il retrouve une nouvelle fois son club du Maccabi, avec lequel il dispute l'Euroligue 2009-2010. Le Maccabi échoue en quart de finale trois manches à une face au Partizan de Belgrade.

## Clubs successifs
- 1998-2002 :  Trojans d'USC (NCAA I)
- 2002-2004 :  Maccabi Tel-Aviv
- 2004 :  Dynamo Saint-Pétersbourg
- 2004-2005 :  Benetton Trévise
- 2005-2006 :  Virtus Bologne
- 2006-2007 :  Fortitudo Bologne
- 2007-2008 :  Maccabi Tel-Aviv
- 2008-2009 :  Le Mans Sarthe Basket (Pro A)
- 2009-2012 :  Maccabi Tel-Aviv
- 2013-2014 :  Maccabi Tel-Aviv

## Palmarès

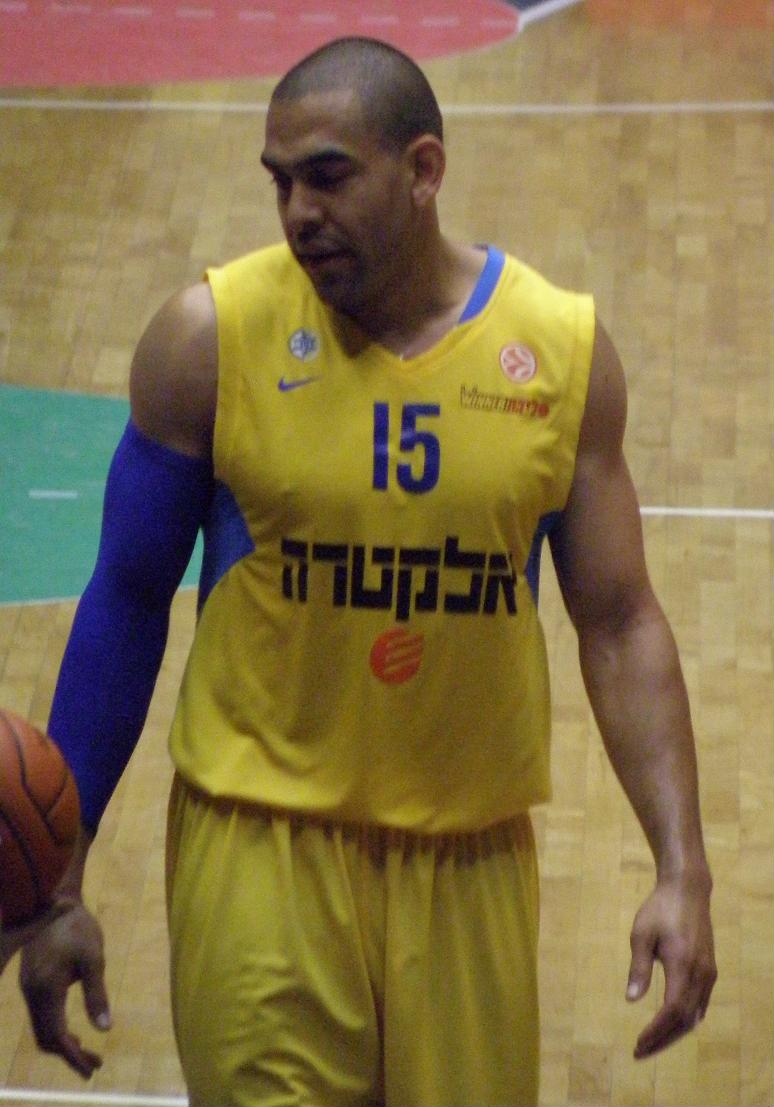
David Blu en février 2010.

### En club
- Euroligue : 2004 et 2014
- Ligue adriatique : 2012
- Ligue israélienne : 2003, 2004, 2011 et 2012
- Coupe d'Israël : 2003, 2004, 2010, 2011, 2012 et 2014
- Maccabiades : 1999
- Coupe d'Italie : 2005
- Coupe de France : 2009
- Semaine des As : 2009

### Distinctions personnelles
- MVP de la finale de la Ligue israélienne : 2011
- MVP de la Semaine des As 2009